# Ratu Nacika
Pas d'image ? Cliquez ici

a Compétitions nationales et continentales officielles uniquement.

Dernière mise à jour le 7 juin 2024.
Ratu Nacika, né le 11 février 1997, est un joueur fidjien de rugby à XV évoluant principalement au poste de troisième ligne aile.

## Biographie
Né le 11 février 1997, Ratu Nacika est originaire de Sigatoka dans la province de Nadroga-Navosa aux Fidji, où il pratique le rugby à XV environ depuis l'âge de huit à neuf ans.
En avril 2022, il est invité avec deux autres joueurs de Sigatoka à jouer en Géorgie avec le Rugby Club Tao, club de Samtskhé-Djavakhétie évoluant en 2e division nationale.
À l'intersaison 2023, Nacika quitte la Géorgie pour rejoindre la France, intégrant l'effectif professionnel de l'Union sportive dacquoise alors promue en Pro D2, y signant un contrat de deux saisons. Polyvalent aux postes de deuxième et troisième ligne aile jusqu'à celui de centre,,, son utilisation en tant que flanker est privilégiée. Il est repéré par le staff dacquois via des extraits vidéo en ligne tout comme son compatriote Jope Naseara ; ils se révèlent tous les deux sur le terrain à partir de février 2024,,. Son contrat est alors remanié, désormais actif jusqu'en 2027.

## Condamnation judiciaire
Ratu Nacika est condamné en novembre 2024 par le tribunal de Dax pour des faits d'agressions sexuelles, sur deux « serveuses dans deux établissements différents », en état d'ivresse manifeste, « accompagnées de violences sur un client et de dégradations sur la porte d'un des bars ».